# عبدالفتاح سیسی
عبدالفتاح سعید حسین خلیل سیسی رئیس‌جمهور ششم و کنونی مصر است که از سال ۲۰۱۴ این سمت را بر عهده دارد.
سیسی که رئیس ستاد مشترک نیروهای مسلح مصر بود، در ۳ ژوئیه ۲۰۱۳ در پاسخ به تظاهرات انبوهی که پیشتر در ۳۰ ژوئن برگزار شده بود، مداخله کرد و محمد مرسی رئیس‌جمهور وقت را برکنار کرد. او قانون اساسی ۲۰۱۲ مورد حمایت اخوان‌المسلمین را منحل و در کنار چهره‌های عالی‌رتبه مخالف و مذهبی، یک نقشه راه سیاسی جدید پیشنهاد داد که شامل رای‌گیری برای یک قانون اساسی جدید، انتخابات جدید پارلمانی و ریاست جمهوری بود. عدلی منصور رئیس‌جمهور موقت که کابینهٔ جدیدی منصوب کرد جانشین مرسی شد. حکومت اخوان و هواداران اسلامگرای آن و سپس مخالفان لیبرال را در ماه‌های بعد سرکوب کرد. در ۱۴ اوت ۲۰۱۳ نیروهای امنیتی یورش‌های اوت ۲۰۱۳ مصر از سوی حامیان مرسی را سرکوب کردند و این کشتار انتقاد بین‌المللی از حکومت مورد حمایت سیسی را برانگیخت. سیسی در مارس ۲۰۱۴ در پاسخ به درخواست هوادران ضد اخوان‌المسلمین از ارتش استعفا داد و در انتخابات ریاست‌جمهوری ۲۰۱۴ نامزد شد. بسیاری از گروه‌های سیاسی و اخوان‌المسلمین این انتخابات را که فقط یک نامزد مخالف داشت تحریم کردند و در نتیجهٔ سیسی با کسب ۹۶٪ آرا پیروز شد. او در ۸ ژوئن ۲۰۱۴ به عنوان رئیس‌جمهور مصر سوگند خورد و در انتخابات ریاست‌جمهوری مصر (۲۰۱۸) مجدداً با کسب ۹۷ درصد آرا در جایگاه ریاست جمهوری مصر ابقا گردید و برای دور دوم سوگند یاد کرد.

## پیشینه
سیسی در نوزدهم نوامبر سال ۱۹۵۴ در قاهره از پدر و مادری اخوانی به دنیا آمد. در سال ۱۹۷۷ وارد ارتش مصر شد و در دوازدهم اوت ۲۰۱۲ توسط محمد مرسی به سمت وزارت دفاع مصر گمارده و جانشین محمد حسین طنطاوی شد و تا ۲۵ مارس ۲۰۱۴ که برای نامزدی انتخابات ریاست جمهوری استعفا کرد، در این سمت قرار داشت. سیسی پیش از رسیدن به کرسی وزارت دفاع مصر در دولت هشام قندیل مدیر واحد اطلاعات نظامی در ارتش بود. او مدرک کارشناسی خود را در رشتهٔ علوم نظامی از دانشگاه ارتش در قاهره گرفته و برای ادامهٔ تحصیل به انگلستان سفر کرده و در سال ۱۹۹۲ موفق به کسب درجهٔ کارشناسی ارشد در رشتهٔ علوم نظامی در این کشور شده است. ارتشبد سیسی علاوه بر تحصیل در انگلیس به آمریکا نیز سفر کرده و در آنجا آموزش‌های ویژهٔ اطلاعاتی دیده است. نیروهای مسلح مصر به سرکردگی سیسی در اول ژوئیهٔ ۲۰۱۳ به محمد مرسی رئیس‌جمهور مصر برای حل بحران سیاسی این کشور ۴۸ ساعت فرصت دادند و پس از این اولتیماتوم در نتیجهٔ کودتای ۲۰۱۳ مصر و در شبانگاه سوم ژوئیهٔ ۲۰۱۳ او را برکنار و عدلی منصور را به عنوان رئیس دولت موقت به جایش نشاندند. نطق برکناری مرسی و نصب منصور را السیسی قرائت نمود. در تاریخ ۲۷ ژانویهٔ ۲۰۱۴ به دستور عدلی منصور، رئیس‌جمهور موقت مصر، به درجه فیلد مارشال ارتقا پیدا نمود.

## ریاست جمهوری مصر

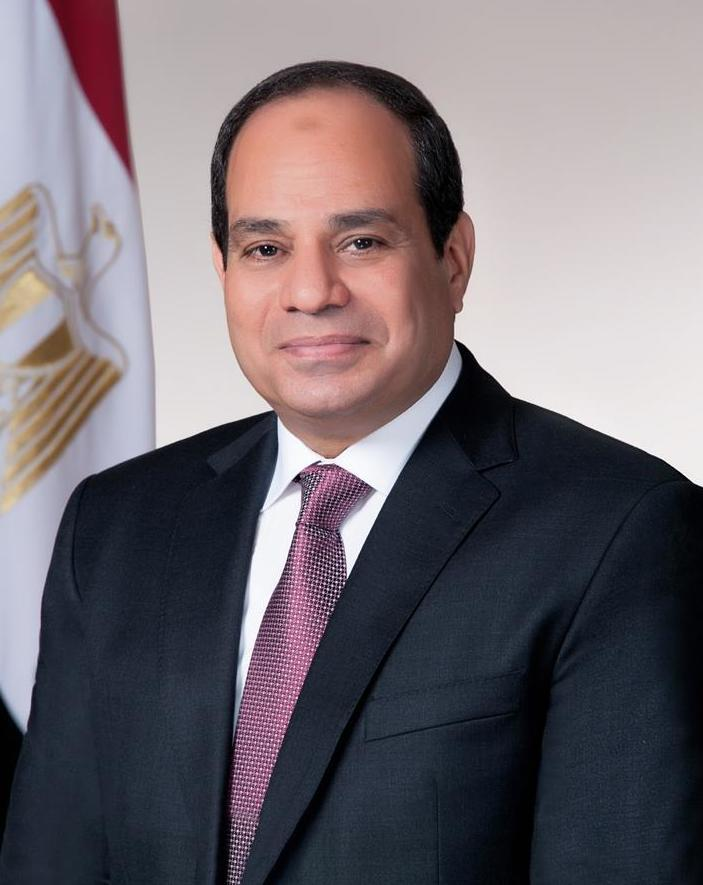
عبدالفتاح سیسی ۲۰۱۷

### ۲۰۱۴
سیسی در ۷ فروردین ۱۳۹۳، نامزد انتخابات ریاست‌جمهوری مصر (۲۰۱۴) شد.
سیسی در ۱۶ اردیبهشت ۱۳۹۳ اعلام کرد که اگر او برنده انتخابات شود گروه اخوان‌المسلمین دیگر وجود خارجی نخواهد داشت.
با اعلام نامزدی سیسی، حسنی مبارک، رئیس‌جمهور اسبق مصر و احمد شفیق رقیب محمد مرسی و نفر دوم انتخابات پیشین ریاست جمهوری مصر از وی اعلام حمایت کردند.
در انتخابات مصر که از ۵ تا ۷ خرداد ۱۳۹۳ برگزار شد، از مجموع ۲۵٬۵۷۸٬۲۲۳ رای سیسی با ۲۳٬۷۸۰٬۱۰۴ رای موفق به کسب ۹۶٫۹۱٪ و صباحی با به دست آوردن ۷۵۷٬۵۱۱ رای ۳٫۰۹٪ رای‌ها را به دست آورد. در انتخابات خارج مصر نیز از مجموع ۳۱۸٬۰۳۳ رای ۳۱۳٬۸۳۵ رای درست بود که از آن میان سیسی با ۲۹۶٬۶۲۸ رای موفق به کسب ۹۴٫۵۲٪ و صباحی با به دست آوردن ۱۷٬۲۱۷ رای ۵٫۴۹٪ آراء را به دست آورد. در تهران نیز سیسی ۱۸ رای و صباحی ۸ رای آورد. سیسی در ۵، ۶ و ۷ خرداد ۱۳۹۳ (۲۶، ۲۷ و ۲۸ مه ۲۰۱۴ میلادی)، برای تصدی ریاست جمهوری مصر با حمدین صباحی رقابت کرد و با کسب ۹۶٫۹۱ درصد آراء (۲۳٫۷۸۰٫۱۰۴ رأی) رئیس‌جمهور مصر شد. در مراسم تحلیف سیسی، امیر عبداللهیان، معاون عربی و آفریقای وزارت امور خارجه ایران شرکت کرد و سیسی تقریباً بیشترین تعارف و گفتگوی دیپلماتیک را در میان سران و نمایندگان کشورها با حسین امیرعبداللهیان داشت.

### ۲۰۱۸
عبدالفتاح السیسی رئیس‌جمهور مصر برای دور دوم ریاست جمهوری ۲۰۱۸ مصر با کسب ۹۷ درصد آرا برنده شد. مراسم تحلیف وی روز شنبه ۲ ژوئن ۲۰۱۸ در مجلس مصر در شهر قاهره برگزار شد که طی آن وی برای دومین بار به عنوان رئیس‌جمهوری این کشور سوگند یاد کرد.

### ۲۰۲۴
کمیسیون انتخابات مصر اعلام کرد عبدالفتاح السیسی، با کسب ۸۹٫۶ درصد آرا، حدود ۳۹ میلیون رای، برای سومین بار در انتخابات ریاست جمهوری این کشور به پیروزی رسیده است و به این ترتیب برای دوره ۶ سال آتی در منصب ریاست جمهوری مصر می‌ماند.